# Latiblattella tarasca
Latiblattella tarasca är en kackerlacksart som först beskrevs av Henri Saussure 1862.  Latiblattella tarasca ingår i släktet Latiblattella och familjen småkackerlackor. Inga underarter finns listade i Catalogue of Life.